# Slipknot (DC Comics)
Slipknot (Español: Nudo Corredizo) es un supervillano ficticio que aparece en los cómics publicados por DC Comics. Su primera aparición fue en Fury of Firestorm #28 (octubre de 1984), creado por los escritores Joey Cavalieri y Gerry Conway con el artista Rafael Kayanan.
Adam Beach interpreta a Slipknot en la película Escuadrón suicida (2016).

## Biografía del personaje ficticio
El verdadero nombre de Slipknot es Christopher Weiss. Él trabaja para una empresa química en el sur de Estados Unidos, donde desarrolla su fórmula para las cuerdas duraderas que más tarde utilizaría.
Weiss es enviado por el Comité 2000, bajo el mando de Henry Hewitt, para matar a Tormenta de Fuego. El villano Multiplex secuestra a Lorraine Reilly, alias Firehawk. Tormenta de Fuego derrota a Slipknot y rescata a Lorraine.
Slipknot más tarde se uniría a otros villanos, como Multiplex, a quienes ataca Tormenta de Fuego. Esto deja a Slipknot bajo custodia policial.
Slipknot fue creado por el escritor Gerry Conway  y el artista Rafael Kayanan.

### Escuadrón Suicida
Slipknot cae bajo la atención del Escuadrón Suicida. Ellos son un equipo variado, todos sirviendo al gobierno por sus propias razones. Muchos miembros son delincuentes, que les prometen una reducción de la pena si sobreviven a sus misiones.
Slipknot es llevado cuando la amenaza de los Manhunters surge en la tierra durante la crisis Milenio. Una fortaleza de robots Manhunter se descubre en los pantanos estadounidenses no muy lejos de la base del Escuadrón Suicida de la prisión de Belle Reve. Slipknot y el escuadrón, incluyendo a los miembros como Tigre de Bronce, Rick Flag y Capitán Boomerang son enviados para escoltar al "Baby Huey" (un coche-bomba conectado a un explosivo experimental de alto rendimiento) en una misión de búsqueda y destrucción. Slipknot discute las "bombas de pulsera" con el Capitán Boomerang. Estos dispositivos de disuasión se colocaron en los miembros menos dignos de confianza y explotarían si la persona se alejara del alcance. El Capitán Boomerang afirma que cree que las bombas son falsas. Esto es suficiente para Slipknot. Cuando descubre que su talento para estrangular le es inútil contra los robots, huye al pantano. El dispositivo comienza a sonar y parpadear una alarma pero Slipknot ignora la advertencia y una vez que sale de la zona, su brazo derecho explota. Boomerang, que no había estado seguro de la realidad de la bomba, piensa "mejor tú que yo". Tras el éxito de la misión, en la que se destruye la base Manhunter y la médica Karin Grace del escuadrón se sacrifica, Slipknot es encontrado, debilitado y sangrado pero aún con vida, por la Duquesa (Lashina disfrazada).

### 2004-presente
En la miniserie de 2004 Crisis de identidad, Slipknot está en la cárcel, después de haber aceptado la religión de Kobra, y la práctica de siseo mientras habla. Él es etiquetado como el sospechoso inicial de intentar matar a Jean Loring, después de que se descubrió que los nudos utilizados en la cuerda eran los que solían ser la marca registrada de Slipknot. Sin embargo, cuando se le interrogó más tarde, revela que él no tiene conocimiento de los hechos en cuestión, los que más tarde se revelan que fue un engaño de la propia Loring.
Durante la "Crisis Infinita", se revela que Slipknot fue capturado por OMAC, que ordenaron que él y decenas de otros supervillanos sean ejecutados. Él escapa cuando Robin derrota a OMAC, pero es capturado rápidamente de nuevo y puesto bajo custodia del ejército estadounidense.
Durante la historia "Un año después", Slipknot aparece en la portada de Checkmate  v2 #20, pero no aparece en el interior del cómic.
Él aparece en la miniserie de 2009 Final Crisis Aftermath: Ink luchando contra el nuevo Hombre Tatuado, Mark Richards, aliado con el compañero mercenario Cañón. Su brazo derecho, perdido por su misión malograda con el Escuadrón Suicida, fue reemplazado con un apéndice biónico, pero el reemplazo fue gravemente dañado mientras luchaba contra el Hombre Tatuado. En represalia, Slipknot mató al hijo de Richards. Con el fin de ganar la lealtad del Hombre Tatuado a la nueva versión malvada de los Titanes, Deathstroke captura a Slipknot para que el Hombre Tatuado lo mate. El Hombre Tatuado logra matar a Slipknot después de una lucha brutal al decapitarlo con un cable.

## Poderes y habilidades
Slipknot es un maestro en el uso de cuerdas, incluyendo las irrompibles, y un asesino entrenado.

## Otras versiones
En la línea de tiempo alternativa de "Flashpoint", Slipknot está encarcelado en la prisión militar del mal. Durante la fuga de la prisión, un oficial de correcciones Amazo le rompe el brazo a Slipknot.

## Villanos similares
Los más conocidos entre las contrapartes con un nicho similar son el enemigo de Green Arrow: Roper; y el villano del Hombre Halcón: Lasso.

## En otros medios

### Películas
- Slipknot hace su debut en la película de acción en vivo de 2016 Escuadrón suicida, en la que es interpretado por Adam Beach.[10][11] Se lo representa como un mercenario "que puede escalar cualquier cosa" y tan pronto como comienza la primera misión del Escuadrón, el Capitán Boomerang convence a Slipknot de que las nano bombas implantadas en los cuellos de los miembros del escuadrón para disuadirlos de escapar son una ardid. Slipknot intenta escapar a través de su gancho de agarre y muere prontamente cuando Rick Flag detona la bomba en su cuello, verificando así la amenaza de las nano bombas a los demás. La muerte rápida de Slipknot es un homenaje de los cómics.[12]